# Dundee
Dundee (uttalas ”dann-di”; skotsk gaeliska: Dùn Dèagh) är den fjärde största staden i Skottland. Den ligger på norra sidan av floden Tays mynningsvik Firth of Tay, nära östkusten och Nordsjön. Folkmängden uppgår till cirka 150 000 invånare. Dundee hade närmare 200 000 invånare under början av 1970-talet, en siffra som senare sjunkit på grund av migration och att stadens gränser ändrades under 1970- och 1980-talen, då staden förlorade förorter som gick över till andra grevskap.
Dundees historia började med pikterna under järnåldern. Under medeltiden ägde flera slag rum i Dundee. Under den industriella revolutionen växte staden kraftigt på grund av sin juteindustri, marmeladtillverkning och journalistik.
Dundee är känd som upptäckarstaden på grund av dess historiska forskaraktiviteter och RRS Discovery, Robert Scotts antarktiska forskningsfartyg som byggdes i Dundee och ställs ut där. Biokemi- och teknologiindustrier har vuxit sig starka i staden sedan 1980-talet. Staden är bas för 10 % av Storbritanniens digitala underhållningsindustri. Dundee har två universitet, University of Dundee och Abertay University. I staden finns Scottish Dance Theatre som är baserad i Dundee Repertory Theatre. Royal Scottish National Orchestra spelar ofta i Caird Hall. Den 5 mars 2004 fick staden status som Fairtrade Town.

## Historia
Det är inte känt när den tidigaste bosättningen på platsen för dagens Dundee tillkom, kanske långt innan de första omnämnandena i historiska beskrivningar från 1100-talet gjordes. Namnet "Dundee", skotsk gaeliska: Dùn Dèagh, innehåller ortnamnselementet dùn, borg, som troligtvis refererar till den borg på berget som det finns spår av på Dundee Law. Namnets betydelse är okänd, men det har föreslagits att det kan betyda 'Eldborg', vilket möjligtvis syftar på fyrbåkar som tändes på berget. Betydelserna 'Gudens borg' och 'Floden Tays borg' har också föreslagits. År 1191 beviljades staden rättigheter som "royal burgh", vilket tyder på att den redan då var en relativt stor och betydande stad. Detta privilegium drogs dock tillbaka av Edvard I, men följdes senare av ett nytt privilegiebrev från Robert I Bruce 1327. Dundee fick en stadsmur 1545 under en orolig tid, känd som Rough Wooing. I juli 1547 förstördes en stor del av staden av ett engelskt anfall. År 1645, under skotska inbördeskriget, blev Dundee återigen belägrat, denna gång av rojalisten markisen av Montrose. År 1651, under tredje engelska inbördeskriget, invaderades staden av General Monck, som var befälhavare för Oliver Cromwells styrkor i Skottland. Dessa engelska soldater förstörde stora delar av staden och dödade många av dess invånare. Dundee blev senare plats för ett tidigt jakobistiskt uppror, då John Graham reste Stuartstandaret på Dundee Law till stöd för kung Jakob II. Detta gjorde att han också fick smeknamnet Bonnie Dundee.

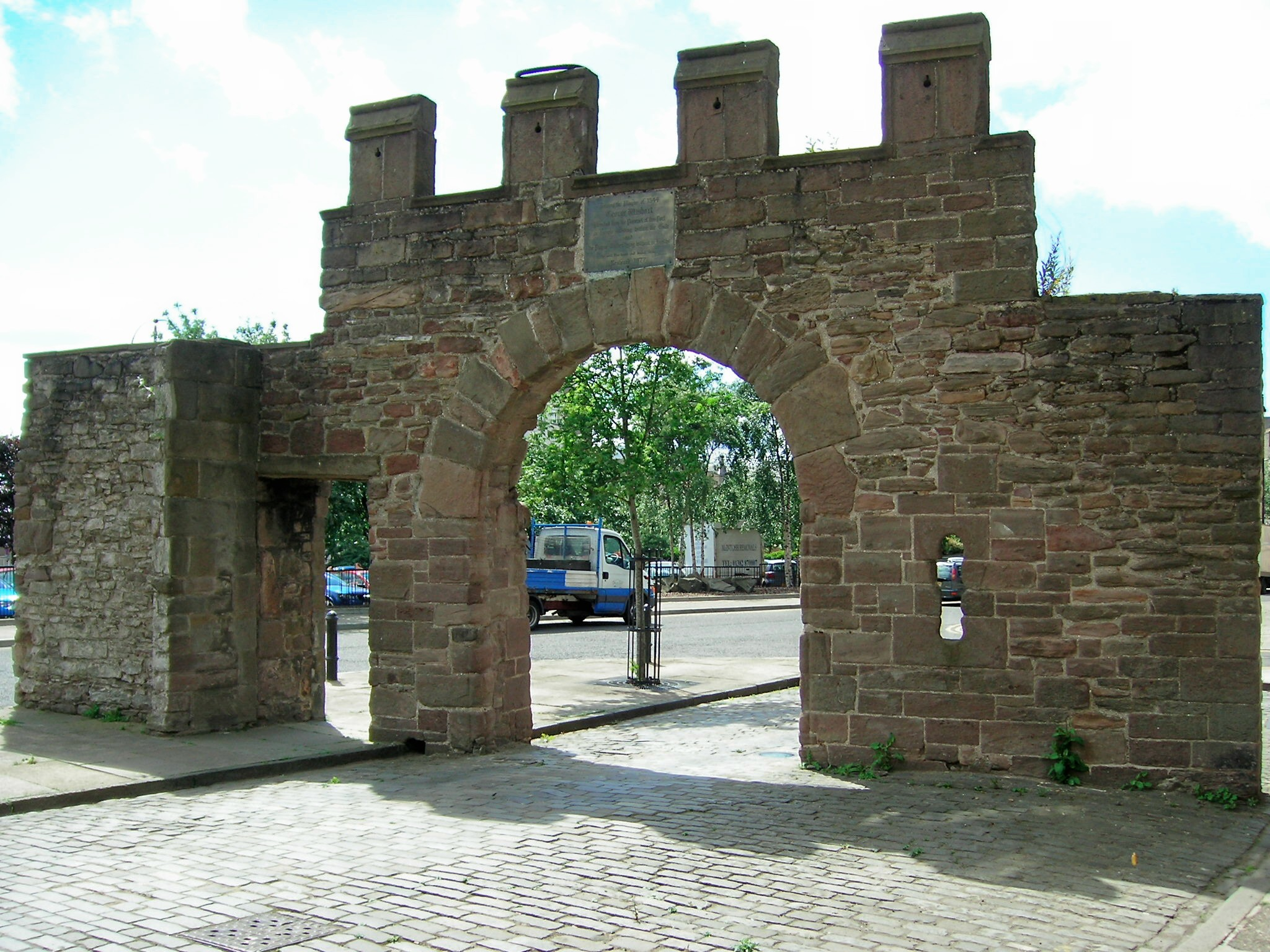
Wishart Arch är den enda kvarvarande delen av stadens ringmur.

Dundee växte fort under den industriella revolutionen, främst inom juteindustrin. Vid slutet av 1800-talet var majoriteten av stadens arbetare anställda vid någon av stadens jutefabriker. Dundees geografiska belägenhet gjorde att man enkelt kunde importera det som behövdes från Indiska halvön, samt valolja, som behövdes för juteindustrin, från stadens stora valindustri. Industrin minskade under 1900-talet då det blev billigare att framställa kläderna på Indiska halvön. Stadens sista jutefabrik stängde under 1970-talet. Staden är också känd för sylt och journalistik. Att staden förknippas med sylt beror på marmeladen, som först introducerades i staden av Janet Keiller 1797, (trots att marmeladrecept från 1500-talet har hittats). Keiller’s marmalade har blivit ett känt märke känt genom massproduktion och export över hela världen. Denna industri var dock aldrig en lika stor arbetsgivare som jutehandeln. Marmelad har sedan dess tillverkats av andra stora tillverkare, men Keillers marmeladburkar finns fortfarande. Journalistiken refererar till tryckerifirman DC Thomson & Co., som grundades i staden 1905 och fortfarande är den största arbetsgivaren efter hälso- och fritidsnäringarna. Firman publicerar olika sorters tidningar, barnserier och magasin, bland annat The Sunday Post, The Courier, Shout, The Beano och The Dandy.
Dundee hade också en stor varvsindustri under 1800-talet. 2 000 skepp byggdes i Dundee mellan 1871 och 1881, bland annat Robert Scotts antarktiska forskningsskepp RSS Discovery. Detta skepp visas på Discovery Point i staden, och den viktorianska stålinramade fabrik där skeppets motor byggdes. Där finns idag stadens största bokhandel. Behovet av en lokal juteindustri för valolja gynnade också den stora valfångstindustrin. Dundee Island i Antarktis har fått sitt namn efter Dundees valexpedition som upptäckte ön 1892. Valfångsten upphörde 1912 och skeppsbyggandet upphörde 1981. Flodmynningen var platsen för den första järnvägsbron, Taybron, uppförd av Thomas Bouch och invigd 1878. Vid denna tid var det den längsta järnvägsbron i världen. Bron rasade dock under en storm inom mindre än ett år, då ett tåg körde över bron. Alla passagerare ombord på tåget avled, något som idag kallas Taybronolyckan.

## Styrelse

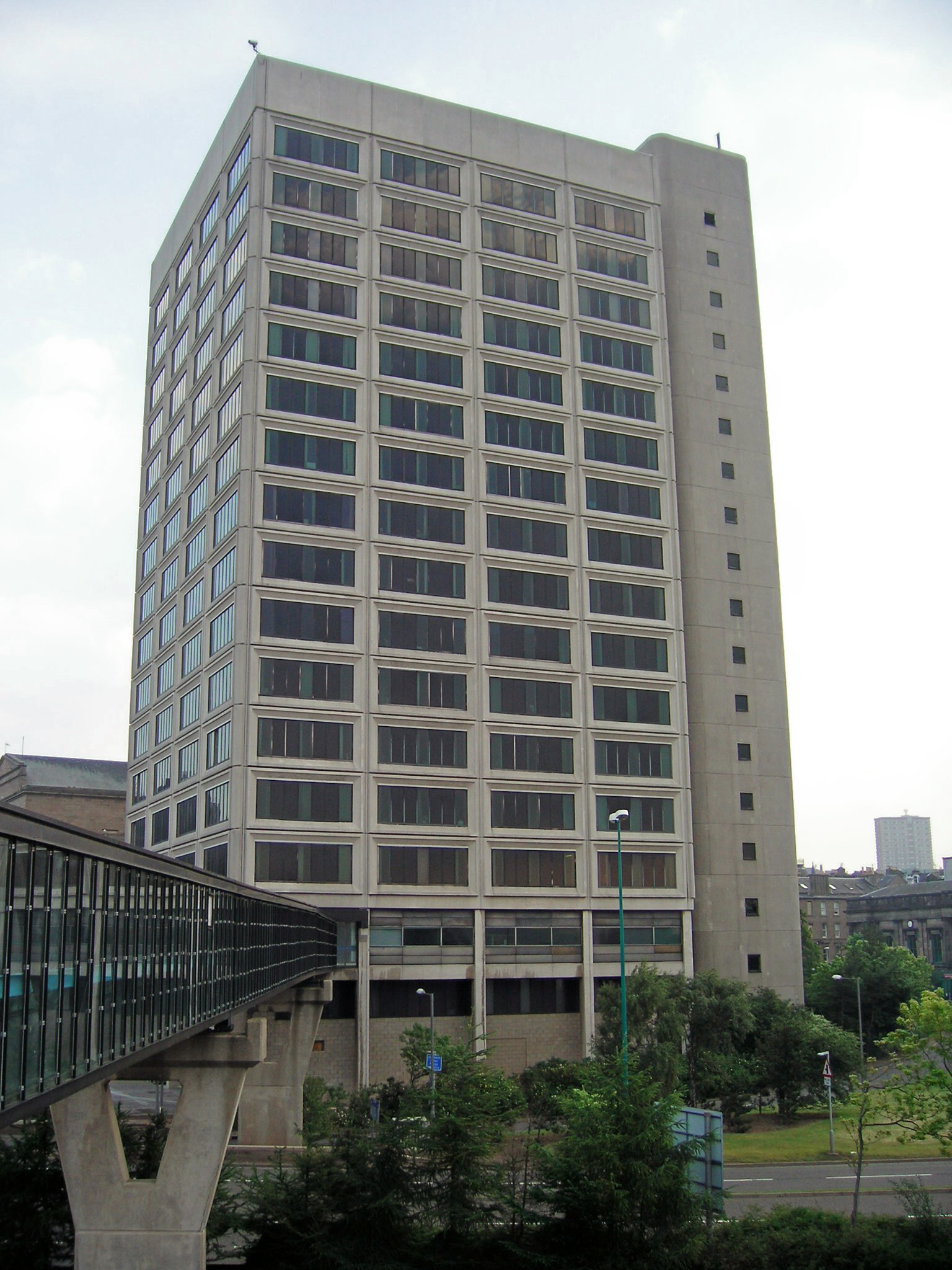
Tayside House, idag bas för Dundee City Council.

Dundee gjordes först till en royal burgh 1911 och blev ett förvaltningsområde 1996 under Local Government Act 1994. vilket gav den ett försök med lokal styrelse under Dundee City Council. Staden har två motton—Dei Donum (latin: Guds gåva) och Prudentia et Candore (Med tanke och äkthet) trots att främst den sistnämnda används. Dundee är representerat i både brittiska House of Commons och i det Skotska parlamentet. Vid val till EU-parlamentet ligger Dundee inom Skottlands valområde.

### Lokal styrelse
Dundee är ett av Skottlands trettiotvå förvaltningsområden, representerat av Dundee City Council, en lokal församling bestående av tjugonio valda ämbetsmän. Tidigare var staden länsstad och senare ett distrikt av Tayside. Styrelsemöten hålls i City Chambers, vilken öppnades 1933. Den högsta ämbetsmannen i styrelsen kallas Lord Provost, en position liknande borgmästare i andra städer. Den verkställande styrelsen finns i Tayside House vid stranden av River Tay, men de har dock avskrivit sina planer på att riva denna byggnad för att öppna det nya Dundee House på North Lindsay Street. Styrelsen kontrollerades av en mindre koalition av Labour och Liberaldemokraterna med tolv styrelseledamöter, med stöd från Conservative Party som hade fem. Trots att Scottish National Party (SNP) var det största partiet i styrelsen, med elva ledamöter. Val till styrelsen görs var fjärde år, och senaste valet hölls 2007. Tidigare valdes ledamöterna från valkretsarna genom ett majoritetsvalsystem, trots att detta ändrades inför valet 2007, i enlighet med Local Governance Act 2004. Åtta nya valkretsar bildades där var och en valde tre eller fyra ledamöter enligt ett enkelt överförbart röstsystem för att skapa ett proportionellt valsystem. 2007 års valresultat resulterade i att Scottish National Party fick tretton platser, Scottish Labour Party fick tio, Conservative Party tre, Liberal Democrats två och de politiskt obundna fick en plats.

### Westminster och Holyrood

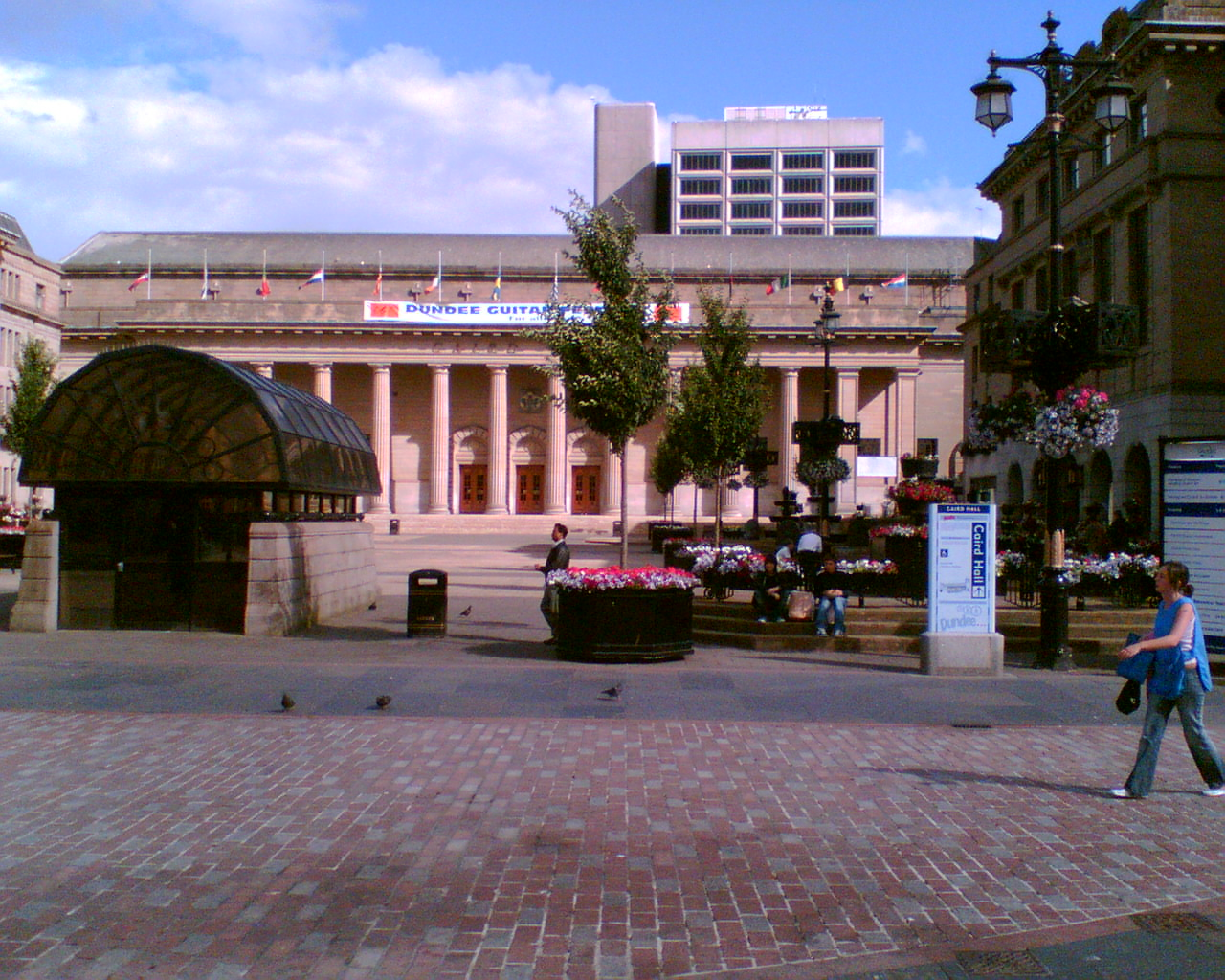
Dundee City Square. Byggnaden i bakgrunden av torget är Caird Hall. Byggnaden till höger är Dundee City Chambers, där stadsförvaltningen träffas.

Vid val till brittiska underhuset (House of Commons) i Westminster Palace är staden och delar av Angus indelat i två valkretsar. Valkretsarna Dundee East och Dundee West representeras (sen 2007) av Stewart Hosie respektive James McGovern. Vid val till Skotska parlamentet i Holyrood är staden indelad i tre valområden: Dundee East och Dundee West som ligger helt inom Dundees stadsområde samt Angus som täcker de nordöstra och nordvästra delarna av staden. Alla tre valkretsar är inom North East Scotlands valregion. Sedan 2007 är Shona Robison (SNP) ledamot för Dundee East i det skotska parlamentet, Joe Fitzpatrick (SNP) för Dundee West och Andrew Welsh (SNP) för Angus.

### Internationella anknytningar
Dundee har kulturellt, ekonomiskt och utbildningssamarbete med sex vänorter:
- – Orléans, Frankrike (1946)
- – Zadar, Kroatien (1959)
- – Würzburg, Tyskland (1962)
- – Alexandria, Virginia, USA (1974)
- – Nablus, Västbanken (1980)
- – Dubai, Förenade arabemiraten (2004)

Därutöver är den skotska episkopala församlingen Brechin (baserad i St Paul's Cathedral) vän med församlingen i Iowa i USA och församlingen i Swaziland.

## Geografi

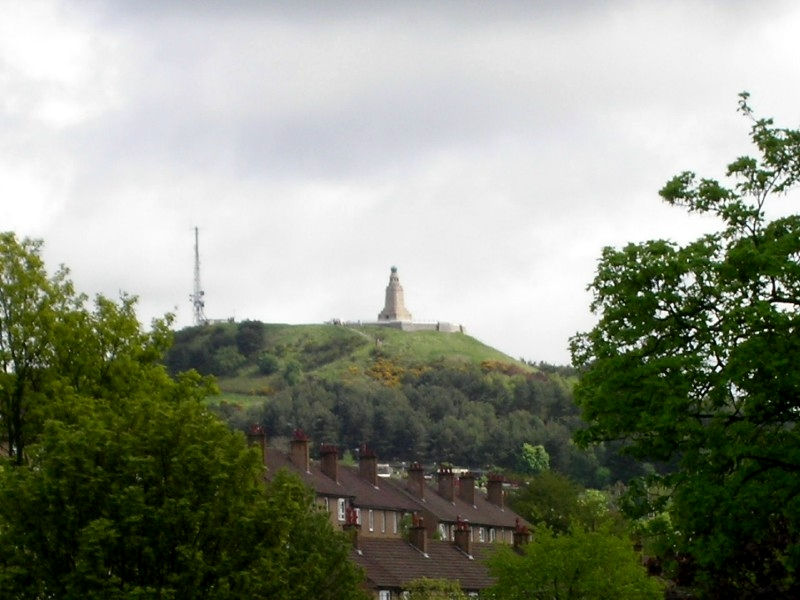
Dundee Law.

Dundee ligger på den norra banken av Firth of Tay samt nära Nordsjön. Staden omges av en basaltklippa av en slocknad vulkan, kallad Dublin Law, eller endast The Law (174 meter över havet). Dundee är Skottlands enda stad som ligger mot sydsidan, vilket gör att den kallas Skottlands soligaste och varmaste stad. Temperaturerna tenderar att vara några grader högre än i Aberdeen i norr eller i kustområden som Angus. Dundee har mildare vintrar än andra delar av Skottland tack vare de skyddande bergen norr om staden, vilka ofta är snötäckta medan själva staden är utan snö.
Staden, som är belägen i ett relativt litet område, är den mest tätbebyggda staden i Skottland efter Glasgow, och den femte i Storbritannien totalt. Den karakteriseras av höga bostadshus, i genomsnitt fyra våningar höga, viktorianska byggnader, och byggnader med färg av honung eller brun sandsten. Innerstadsdistrikten, samt några utanför detta område, har flera flervåningstornblock från 1960-talet. Förortshusen är några av de fattigaste stadsdistrikten i Storbritannien. Öster om staden ligger den distinkta men inkorporerade förorten Broughty Ferry med bland annat en yachtklubb och dyra hus — flera arkitekter, arbetare under industriella revolutionen, husmäklare, fotbollsspelare och GMTV-representanten Lorraine Kelly bor i området. Ett nytt höghus i Broughty Ferry gick in på marknaden med utgångspris på 750 000 £, långt högre än det skotska medelvärdet.
Dundee ligger nära Perth (32 kilometer) och det södra höglandet i väst. St Andrews (22 kilometer) och nordöstra Fife ligger i söder, medan Sidlaw Hills, Angus Glens och Glamis Castle ligger i norr. Två av Skottlands mest prestigefyllda linksgolfbanor St Andrews och Carnoustie ligger i närheten. Orterna Invergowrie i Perthshire och Monifieth i Angus ingår i den officiella definitionen av Dundees tätortsområde, medan flera andra orter i närheten, bland annat Birkhill (med Muirhead) i Angus och Newport-on-Tay i Fife, fungerar de facto som förorter till Dundee.

## Demografi

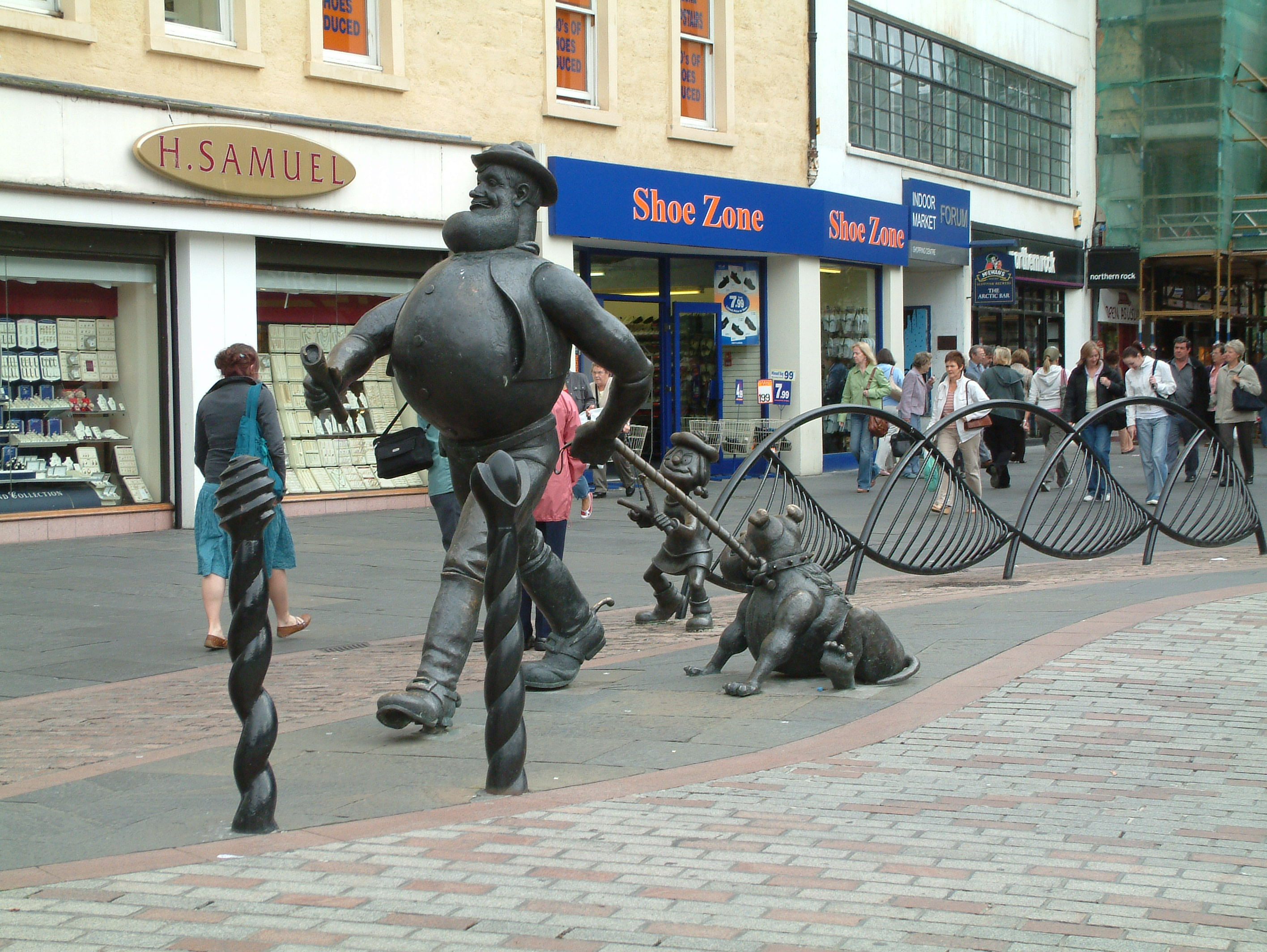
Ett torg i Dundee med statyn "Desperate Dan".

Dundees invånare kallas dundonians och känns igen på sin utmärkande dialekt, vilken främst kännetecknas av substitution av monoftongen /e/ istället för diftongen /ai/. En stor andel av stadens invånare har lägre inkomst än medelvärdet eller går på socialbidrag. Mer än hälften av stadens valområden är bland Skottlands fattigaste,  och mer än hälften av hemmen i Dundee bebos av ägarna, en mindre andel ägs av bostadsbolag och kommunen, trots att de rankas högre än Glasgow. Trots stadens sociala problem lever dundonianerna längre än glaswegianerna. Whitfieldområdet har den högsta andelen fattiga i Storbritannien med 96 %. Dundee hade också den högsta andelen aborter i Skottland 2004 med 24,2 aborter per 1 000 graviditeter och den högsta andelen tonårsgraviditeter i Västeuropa (en per 16 i Dundee och 1 per 23 i hela landet).
Dundees invånarantal ökade genom urbaniseringen under den industriella revolutionen, liksom andra brittiska städer. Den största inflyttningen skedde under mitten av 1800-talet då irländare flydde från Irland på grund av potatispesten på Irland 1846-1848 och industriella arbetstillfällen. Staden attraherade också immigranter från Italien, som flydde från svält och fattigdom, och från Polen, varifrån de flydde från antijudiska förföljelser, och senare under 1900-talet (andra världskriget). Idag har Dundee en stor andel invandrare, bland annat den tredje största asiatiska befolkningen (ca 3 500) i Skottland efter Glasgow och Edinburgh. Dundee har attraherat fler östeuropéer än väntat och detta förväntas medföra ytterligare 2 000 invandrare, främst bulgariska immigranter. Dundee attraherar också många studenter, många irländare och andra EU-medborgare, och studenterna utgör 14,2 % av stadens befolkning, den högsta siffran av de fyra största städerna i Skottland. Dundee är också en av de fyra städerna i Skottland som återvinner mer än 20 % av sitt avfall.

## Ekonomi

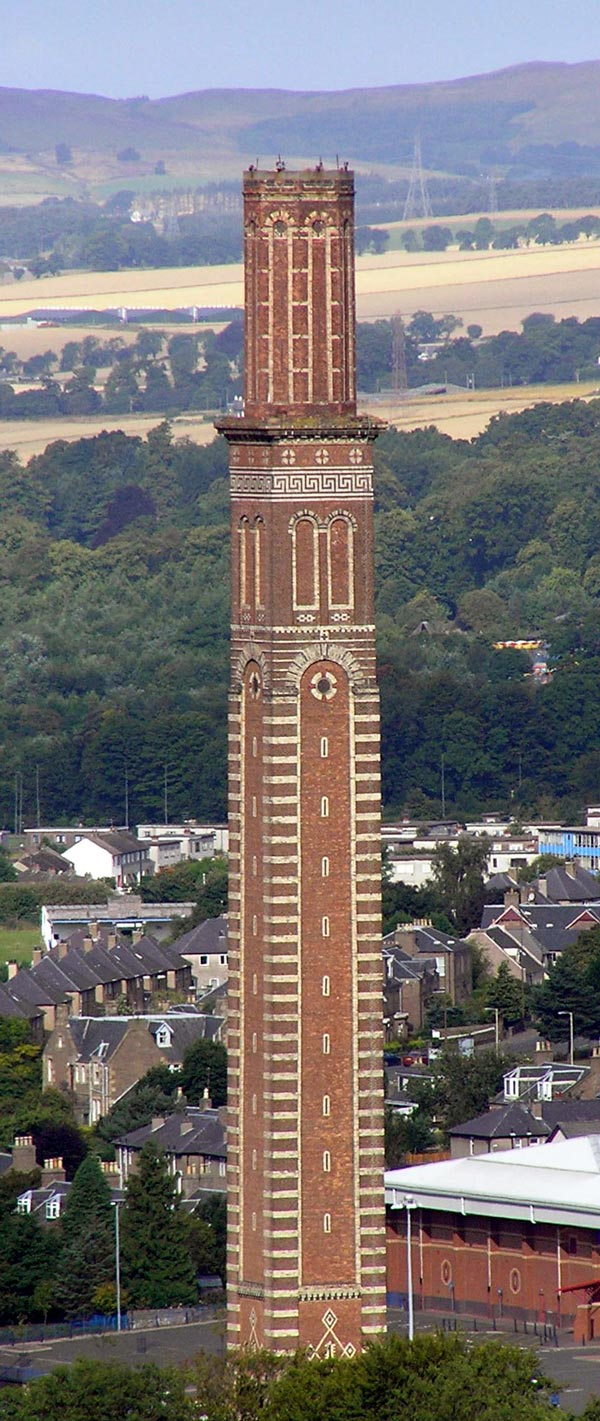
Cox's Stack.

Dundee är ett regionalt arbets- och utbildningscentrum, med över 300 000 personer inom 30 minuters körväg till stadens centrum och 700 000 personer inom en timme. Många personer från nordöstra Fife, Angus och Perth and Kinross pendlar till staden. 2006 hade själva staden en ekonomiskt aktiv befolkning på 76,7 % av de invånarna som kunde arbeta, omkring 20 % av den befolkningen var heltidsstudenter. Staden har strax under 95 000 arbetstillfällen i omkring 4 000 företag. Antalet arbetstillfällen i staden har ökat med omkring 10 % sedan 1996.[källa behövs] De senaste[när?] mätningarna är också på rekordnivå i stadens historia. Sedan 1997 har Dundee investerat närmare 1 miljard pund på nya arbetstillfällen (uppgift från 2006).
Trots den ekonomiska tillväxten lever en stor andel av Dundees invånare i fattigdom. Medianen för veckoinkomsterna var 409 £ i februari 2006, en ökning med 33 % sedan 1998, vilket kan jämföras med medianen för hela Skottland. Arbetslösheten 2006 var runt 3,8 %, högre än det skotska genomsnittet på 2,6 %, trots att staden har minskat sin arbetslöshet sedan 1996, då den var så hög som 8,6 %, då Skottlands medelvärde var 6,1 %. År 2000 minskade antalet arbetslösa i staden till under 5 000 personer, för första gången på över 25 år. Medelvärdet för bostadspriser i Dundee har mer än fördubblats sedan 1990, från ett medelvärde på 42 475 £ till 102 025 £ år 2006. Det totala värdet för husförsäljningar i staden har mer en tredubblats sedan 1990 från 115 915 391 £ till 376 999 716 £ år 2004. Huspriserna ökade med 15 % mellan 2001 och 2002 och 2002-2003 och mellan 2005 och 2006 ökade priserna med 16,6 %.

### Historia
Perioden efter andra världskriget innebar stora förändringar av Dundees ekonomi. Medan fortfarande en femtedel av arbetskraften fanns inom juteindustrin, tillkom även nya industrier. NCR Corporation valde Dundee som bas för sin verksamhet i Storbritannien under 1945 främst på grund av att staden inte skadats allvarligt under kriget, och där fanns också bra transportvägar och hög produktivitet med flera timmars solsken. Produktionen startade inom ett år innan den officiella invigningen skedde den 11 juni 1947. Natten efter tioårsjubileet tillverkades den 250 000:e kassaapparaten. Vid 1960-talet hade NCR blivit stadens främsta arbetsgivare och producerade bankomater på flera av sina Dundeeverk. Firman tillverkade också magnetkortsläsare för kassaapparater och datorer. Astral, en Dundeebaserad firma som tillverkade och sålde kylskåp och torktumlare gick ihop med Morphy Richards som snart byggdes ut och anställde över 1 000 personer. Utvecklingen av Michelins däckfabrik i Dundee hjälpte också till att få ner arbetslösheten.
Industrin i Dundee förändrades dramatiskt under 1980-talet då nästan 10 000 tillverkningsjobb försvann när bland annat skeppsvarvet och juteindustrierna lades ner. För att motverka detta utsågs Dundee till en Enterprise Zone i januari 1984. 1983 producerades den första hemdatorn i Dundee, en Sinclair ZX Spectrum av Timex. Samma år nådde företaget produktionsrekord, trots att arbetarna sittstrejkade mot nedskärningarna och planer på att lägga ner en av fabriksbyggnaderna för att skapa väg för ett varuhus. Timex stängde sin verksamhet i Dundee 1993 efter en sex månader lång strejk.  I januari 2007 meddelade NCR att 650 jobb skulle försvinna på Gourdiefabriken, vilket betydde slutet för bankomattillverkningen i Dundee. Fabriken används idag för småskalig tillverkning och prototyping, medan R&D, mjukvara, försäljning och hjälpfunktioner kvarstår i Dundee.

### Moderna tider
Liksom resten av Skottland ersätts tillverkningsindustrierna gradvis av en blandad ekonomi, trots att 13,5 % av befolkningen fortfarande arbetar inom tillverkningssektorn, vilket är mer än det skotska och brittiska medelvärdet och mer än dubbelt så mycket som motsvarande värden för Edinburgh, Glasgow och Aberdeen. De viktigaste nya sektorerna har blivit mjukvaruutveckling och bioteknologi samt återförsäljning. Staden har en liten finansiell, bank- och försäkringssektor, med 11 % av arbetsstyrkan, lägre än de tre större skotska städerna, som Edinburgh med 33,3 % av befolkningen inom bank- och finanssektorn.

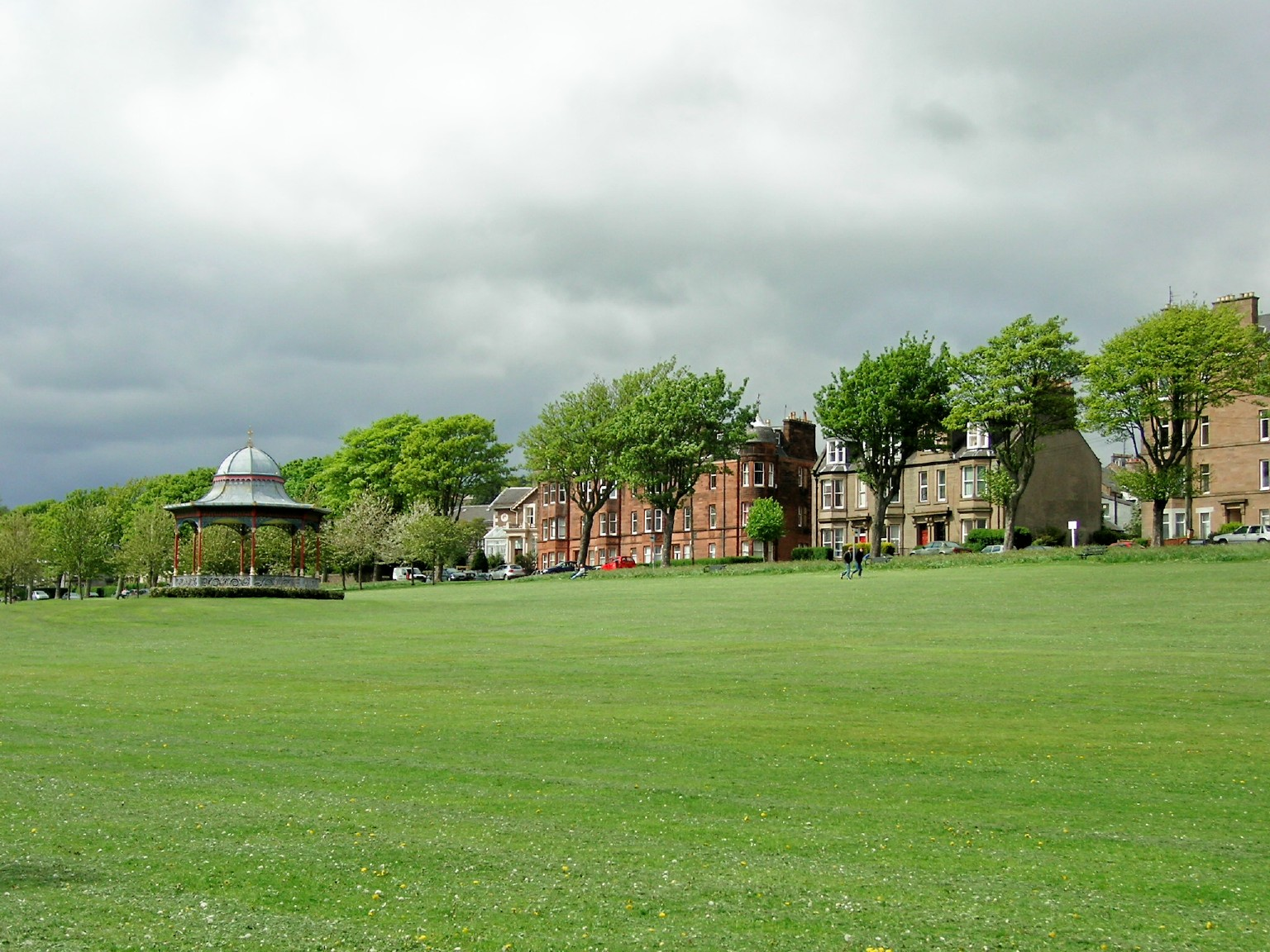
Magdalen Green och Bandstand, belägna i West End.

2006 hade 29 företag fler än 300 anställda, inkluderat privata företag som NCR Corporation, Michelin, Tesco, D. C. Thomson & Co. Ltd, BT Group plc, SiTEL, Norwich Union, Royal Bank of Scotland, ASDA, Strathtay Scottish, Tayside Contracts, Tokheim, Scottish Citylink, W H Brown Construction, C J Lang & Son, Joinery and Timber Creations, HBOS, Debenhams, Travel Dundee, WL Gore and Associates, In Practice Systems, The Wood Group, Simclar, Millipore Life Sciences, Alchemy och Cypex. Största arbetsgivare inom den offentliga sektorn och tjänstesektorn är NHS Tayside, University of Dundee, Tayside Police, Dundee College, Tayside Fire Brigade, HM Revenue and Customs, University of Abertay Dundee och Wellcome Trust.
Den största arbetsgivarna i Dundee är Dundee City Council och National Health Service, vilka har över 10 % av arbetskraften. Medicin- och bioteknologisektorerna, inklusive nystartade företag från universitetsförsök sysselsätter strax under 1 000 personer direkt och närmare 2 000 indirekt. Informationsteknik och mjukvara för datorspel har varit en viktig industri för staden i över tjugo år. Rockstar North, utvecklare av bland annat Lemmings och Grand Theft Auto, grundades i Dundee som DMA Design av David Jones; en student från University of Abertay Dundee. David Jones är idag VD för Realtime Worlds, som nyligen släppte Crackdown för Xbox 360, och har över 140 anställda inom företaget, främst i Dundee.
Dundee ansvarar för 10 % av Storbritanniens digitala underhållningsindustri, med årliga inkomster på över 100 miljoner £. Vid sidan av den specialiserade formen av mediciner, forskning och teknologi, är en stor andel fortfarande anställda inom tillverkningssektorn, och fler är anställda där än i andra skotska städer; närmare 12 % av arbetarna. Tillverkningsinkomsten per anställd var 19 700 £ år 1999, jämfört med 16 700 £ i Glasgow. Företag på obestånd är färre i Dundee än i andra skotska städer, endast 2,3 % av likvidationerna i Skottland, jämfört med 22 % och 61,4 % i Edinburgh respektive Glasgow.
I Dundees närområde ligger tre av Storbritanniens större militärbaser: Condor (Royal Marines), Leuchards (brittiska flygvapnet) och Barry (armé och träning).
Staden betjänas av Ninewells Hospital, ett av de största och nyaste i Europa, samt tre andra allmänna sjukhus - Kings Cross, Victoria och Ashludie, samt ett privat sjukhus, Fernbrae.

## Kultur

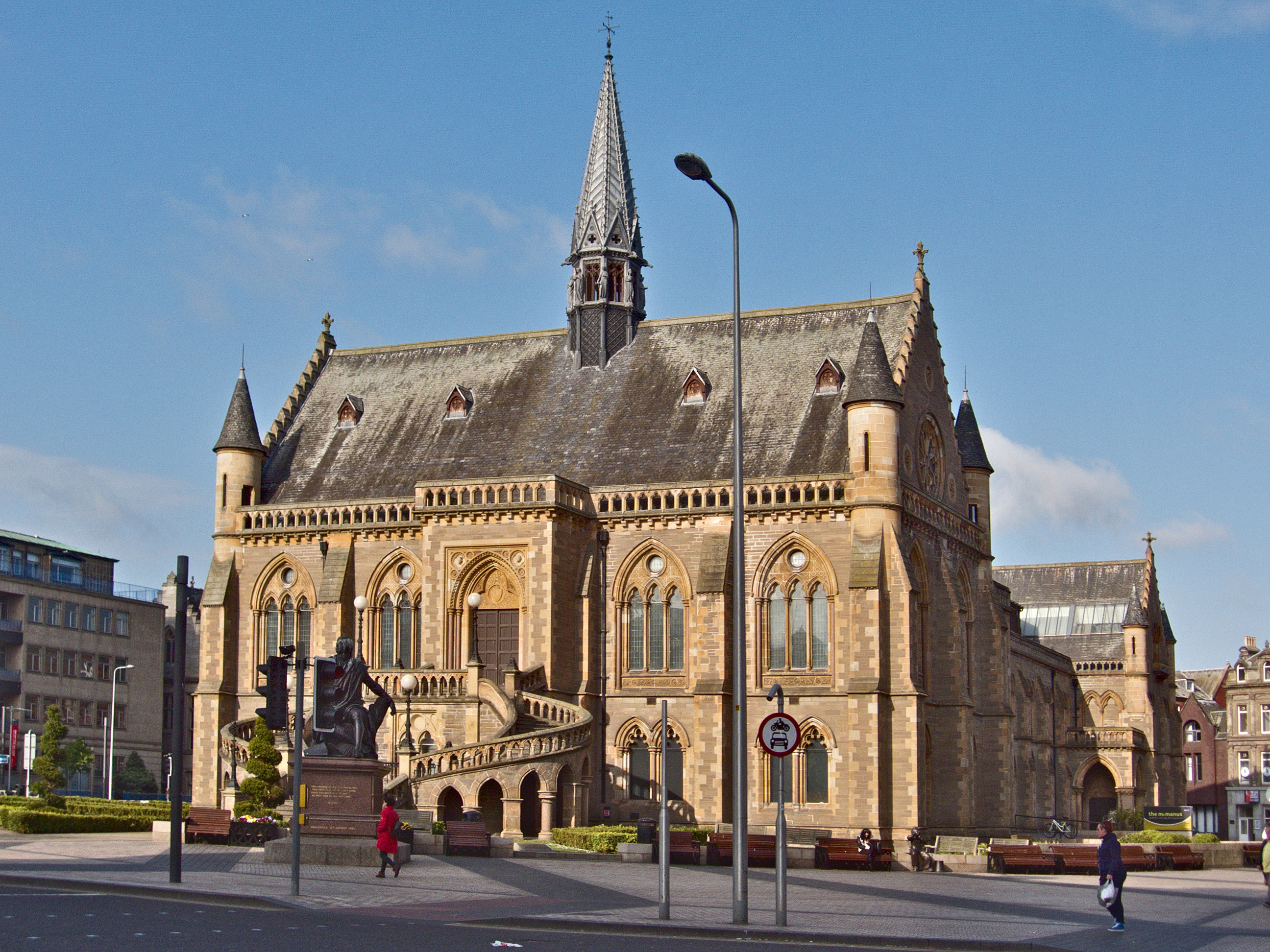
McManus Galleries har ett konstmuseum och en samling naturhistoriska föremål.

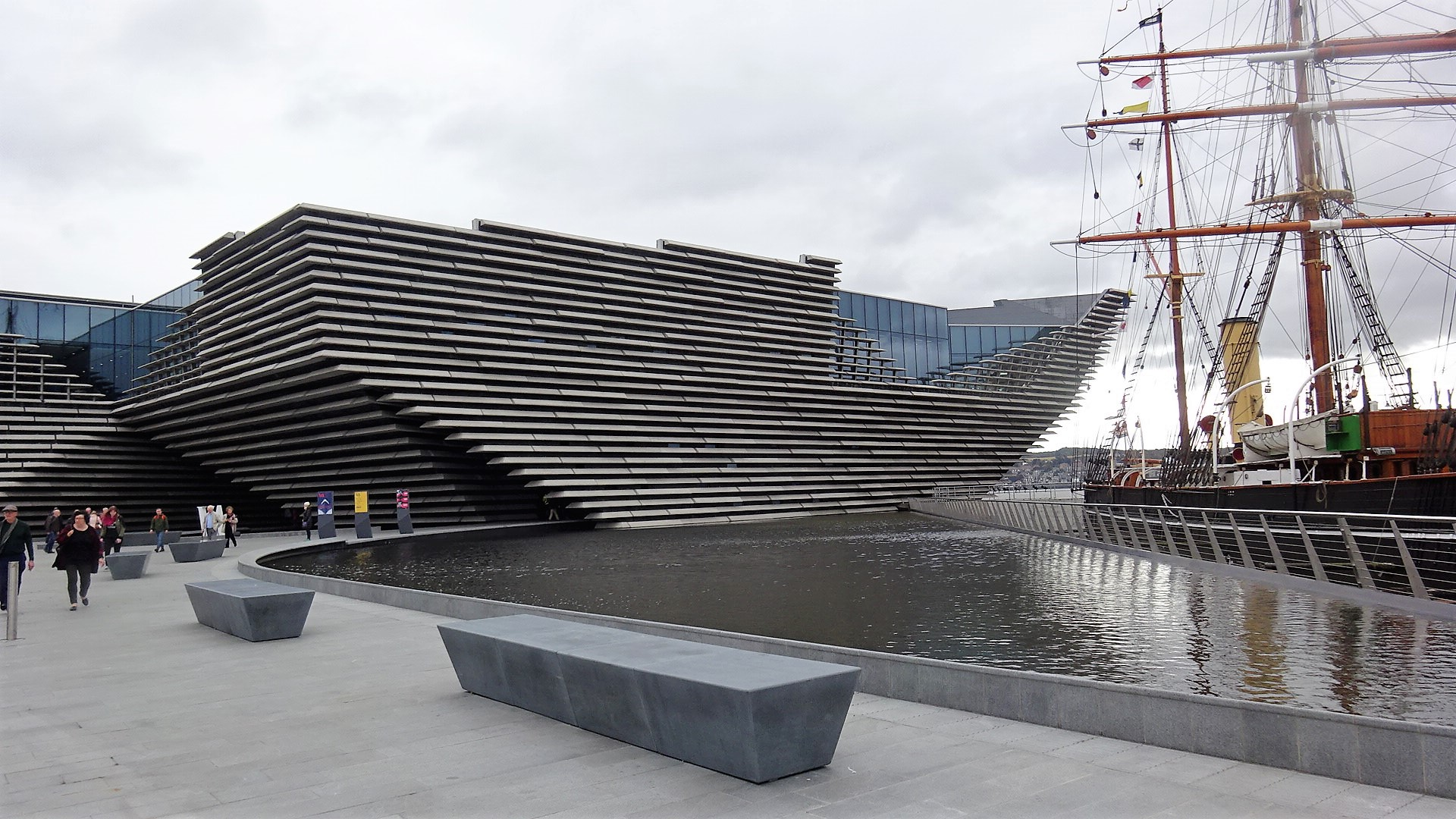
Museet V&A Dundee och museifartyget RRS Discovery.

I Dundee finns Skottlands enda heltidsensemble inom repertoarteater, grundad på 1930-talet. En av dess studenter, Hollywoodskådespelaren Brian Cox är född i staden. Dundee Repertory Theatre, byggd 1982, är bas för Scottish Dance Theatre. Dundees främsta konserthall, Caird Hall (namngiven efter jutebaronen James Key Caird) ger konserter med Royal Scottish National Orchestra. Flera mindre scener har framträdanden med lokala och internationella musiker under Dundees årliga jazz-, gitarr- och bluesfestivaler. Ett konstgalleri och en konsthusbiograf ligger i Dundee Contemporary Arts, vilket öppnade 1999 i stadens kulturella kvarter. Designmuseet V&A Dundee öppnade 2018. McManus Galleries är en nygotisk byggnad på Albert Square. I byggnaden finns ett museum med konst samt naturhistoriska föremål.

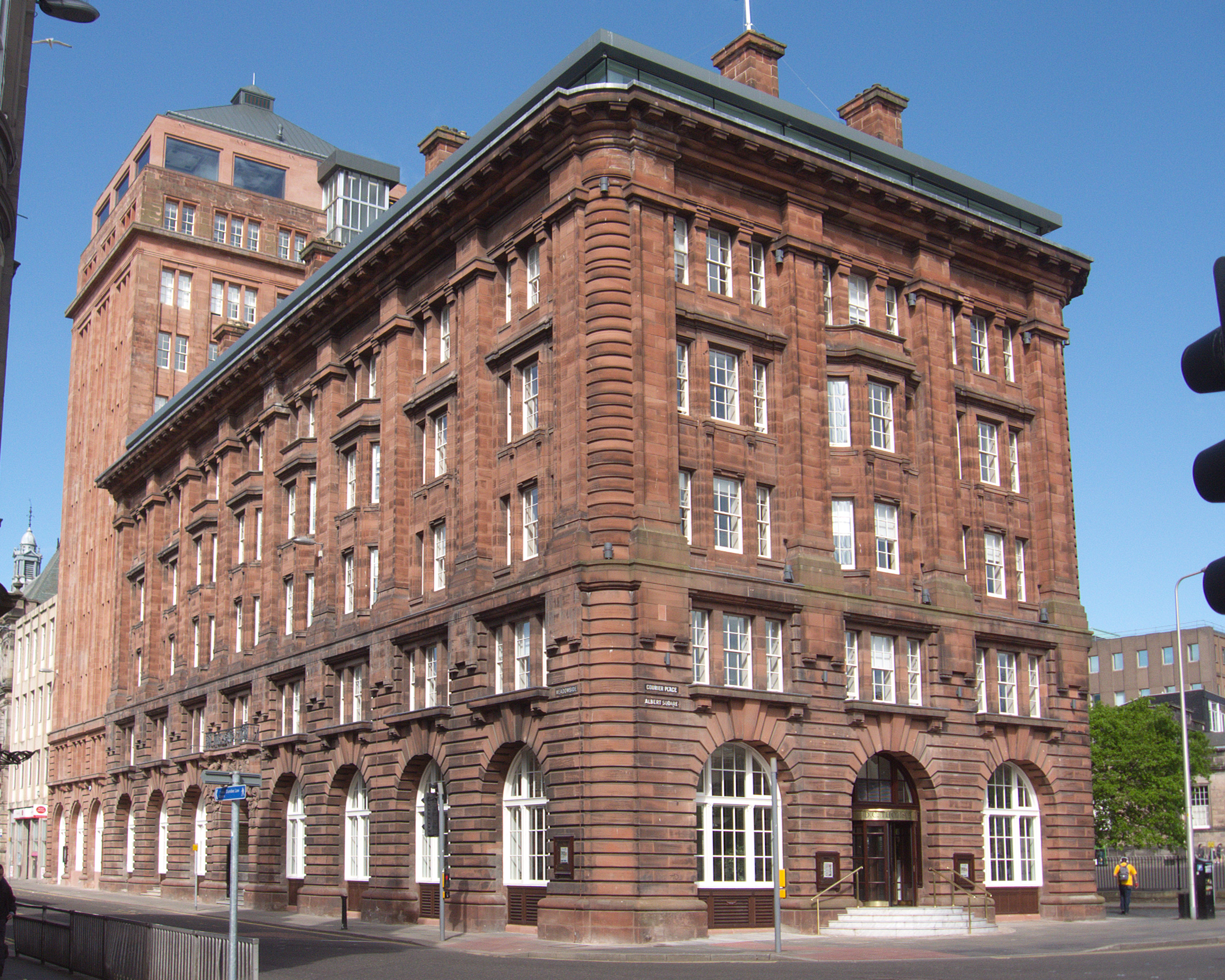
Dundees huvudkontor för DC Thomson & Co.

Dundee har ett starkt litterärt arv, med flera författare som antingen fötts, bott eller studerat i staden. Dessa är bland annat A L Kennedy, Rosamunde Pilcher, Kate Atkinson, Thomas Dick, Mary Shelley och John Burnside. Dundee International Book Prize är en biennal tävling för nya författare av Polygon Books med en prissumma på 10 000 £. Tidigare vinnare är Andrew Murray Scott, Claire-Marie Watson och Malcolm Archibald. William McGonagall, ibland kallad för "världens värsta poet", bodde i staden, och framträdde på lokala pubar och klubbar. Flera av hans dikter handlar om staden, bland annat verket The Tay Bridge Disaster.

### Musik
Populära musikgrupper såsom 1970-talets soul-funkband Average White Band, Associates, bandet Spare Snare, Danny Wilson och indierockbandet The View kommer från Dundee. The Views debutalbum gick upp på förstaplatsen på Storbritanniens albumlista i januari 2007. Ricky Ross från Deacon Blue och singer-songwritern KT Tunstall är tidigare studenter från High School of Dundee, trots att Tunstall inte kommer från staden. Det irländska indierockbandet Snow Patrol grundades av studenter från University of Dundee, Brian Molko; sångaren och frontfiguren i bandet Placebo växte upp i staden. I slutet av juni hålls en årlig bluesfestival känd som Dundee Blues Bonanza. I maj 2006 hölls BBC Radio 1s Big Weekend musikfestival i staden på Camperdown Park.

### Television och radio
Dundee har ett av BBC Scotlands elva centrum. BBC Scotland Dundee är beläget i Nethergateområdet. STV:s regionala studior ligger också i Dundee och härifrån sänds lokala nyheter.
Mellan 2001 och 2002 hade staden en egen RSL-tvkanal, Channel Six Dundee, vilken spelade musikvideor och kultbarnprogram. Staden har två radiokanaler — Wave 102 och Tay FM — vilka sänder på 102,0 respektive 102,8 FM. Tay FM har också en systerkanal; Tay AM.

### Sport

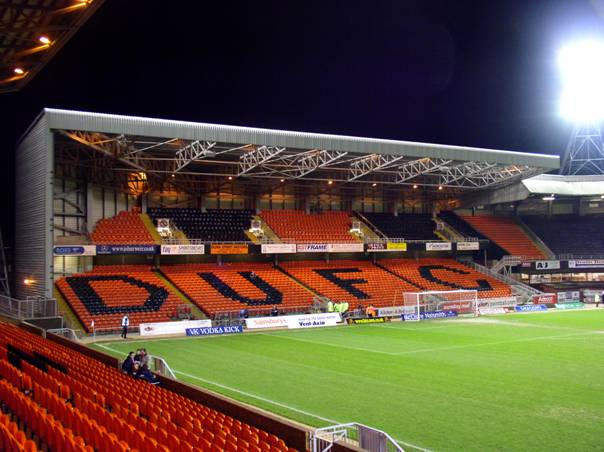
Tannadice Park.

Dundee har två professionella fotbollslag; Dundee FC och Dundee United FC vilka spelar på Dens Park respektive Tannadice Park. Deras arenor är närmare varandra än något annat seniorfotbollslag i världen. Dundee är en av endast tre städer i Storbritannien som haft två olika lag som nått semifinalen av UEFA Champions League (de andra är Glasgow och London). Dundee förlorade mot AC Milan 1963 och Dundee United förlorade mot AS Roma 1984. Dessutom nådde Dundee semifinalen i föregångaren till UEFA-cupen i Inter-Cities Fairs Cup 1968 och Dundee United 1987. Sedan 2004-05-säsongen är Dundee United Dundees enda representant i Scottish Premier League (SPL). Det finns också sex juniorfotbollslag i området: Dundee North End, East Craigie, Lochee Harp, Lochee United, Dundee Violet och Downfield. I maj 2005 kvalificerades två lokala lag—Tayport och Lochee United—till final i Scottish Junior Cup vid Tannadice Park, en match som vanns av Tayport.
I Dundee finns ishockeylaget Dundee Texol Stars som spelar i Dundee Ice Arena. Laget spelar i Scottish National League (SNL) med Dundee Tigers, och Northern League (NL) samt i turneringar. I Dundee finns också rugbyklubben Dundee High School Former Pupils som spelar i första division i BT Premier League. Menzieshill Hockey Club är en av Skottlands främsta landhockeylag som representerar Skottland i europeiska mästerskap. Laget spelar i europeiska inomhuscupens a-division och har vunnit Scottish Indoor National League sju gånger under det senaste decenniet. En skatepark av betong konstruerades vid Dudhope Park med pengar från Scottish Executives Quality of Life Fund. Parken öppnades 2006 och nominerades till Nancy Ovens Award.

## Transport
Väg A90 kopplar ihop staden med motorväg M90 och Perth i väst, och Forfar och Aberdeen i norr. Den del av vägen som ligger i staden är en expressväg och formar stadens huvudled på nordsidan, känd som Kingsway, vilken kan bli mycket trafikerad under rusningstider. I öst binder väg A92 ihop staden med Monifieth och Arbroath. A92:an går också till grevskapet Fife på sydsidan av Tays mynning via en tullbro, men tullavgifter tas endast ut på trafiken mot Fife. Den södra huvudleden runt staden är Riverside Drive och Riverside Avenue (väg A991), som löper längs Tay från en knutpunkt med A91 i väst, till stadens centrum där den går ihop med A92.

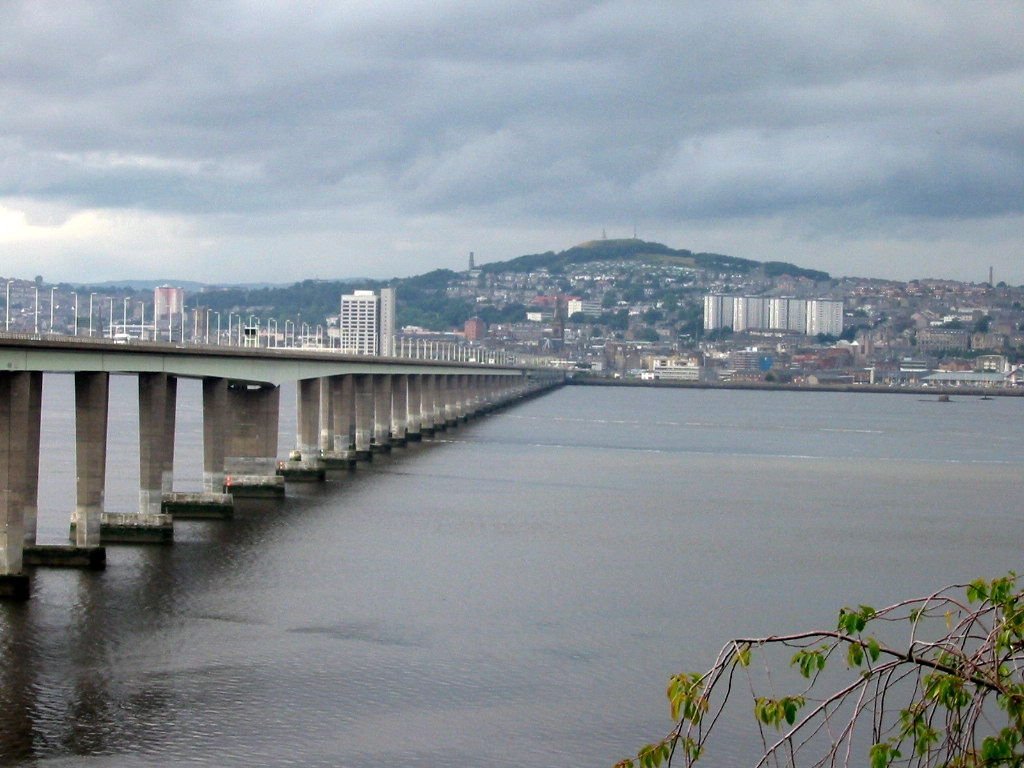
Dundee sett över floden Tays mynning från sydsidan. Berget i bakgrunden är Dundee Law och bron till vänster är Tay Road Bridge.

Dundee har ett väl utbyggt bussnätverk där Seagate busstation är stadens huvudbusstation. Travel Dundee kör flertalet av innerstadens linjer och linjerna utanför staden körs av Strathtay Scottish. Två järnvägsstationer finns, Dundee Tay Bridge Station och den mindre Broughty Ferry järnvägsstation. Dessa avlastas med järnvägsstationer i Invergowrie, Balmossie och Monifieth. Passagerartrafiken i Dundee sköts av First ScotRail, Virgin Cross Country och GNER. Det finns inga frakttjänster till eller från staden sedan Freightlinerterminalen i Dundee stängdes under 1980-talet.
Dundee Airport har reguljära flygningar till London City Airport, Birmingham International Airport och Belfast City. Flygplatsen klarar av små flygplan och är belägen 3 kilometer väster om stadens centrum, nära floden Tay. Den närmaste större internationella flygplatsen är Edinburgh Airport, 62 kilometer bort.
Den närmaste passagerarhamnen är Rosyth, runt 56 kilometer söder om staden vid Firth of Forth.

## Utbildning

### Skolor

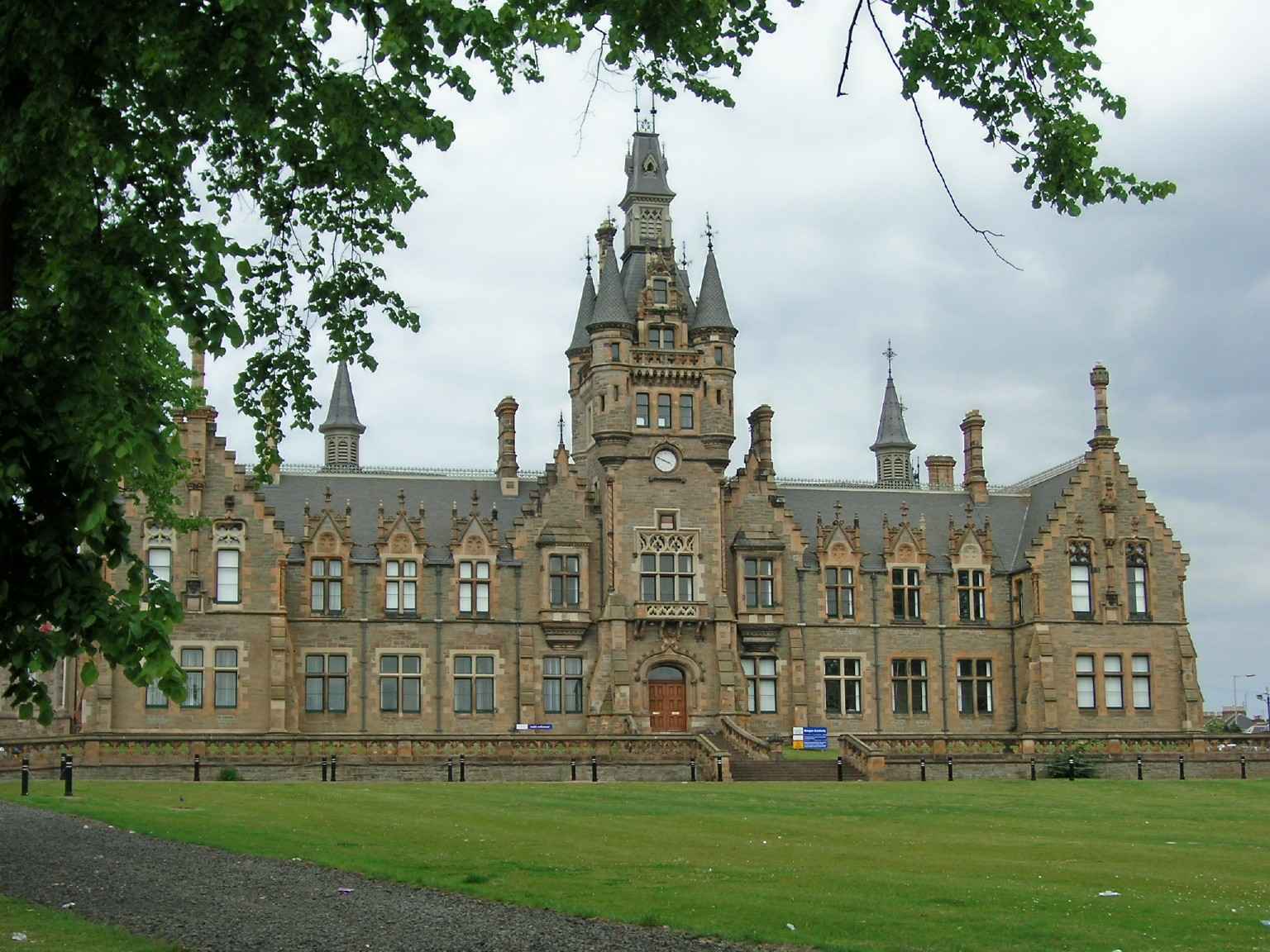
Morgan Academy är en populär skola i Dundee tillsammans med Harris Academy.

Dundees skolor har sammanlagt över 20 300 elever. Det finns 41 lågstadieskolor i staden och 10 högstadieskolor. Av dessa är tolv lågstadieskolor och tre högstadieskolor romersk-katolska; de övriga har ingen religiös inriktning. I Dundee finns också en skola för flickor med muslimska föräldrar, den enda i sitt slag i Skottland. Standarden för Dundees lågstadieskolor har utvecklats mycket sedan 2001, och har nu börjat närma sig det nationella snittet. Utbildningsresultatet vid standard- och överklass inom högstadieskolor låg under det nationella snittet mellan 1997 och 1999, trots att nya utvärderingar visat en kraftig förbättring. Mellan 2003 och 2005 fick 85 % av eleverna en trea i de slutgiltiga betygen, med 5-6 i engelska och matematik och 12 % av eleverna med minst 5 högre betyg vid A-C-betyg. Medelvärdet av antalet elever som fortsätter sin utbildning på universitet eller högskola var 56 % under skolterminen 2004/5, 4 % högre än den nationella siffran på 52 %. Detta var en ökning från perioden mellan 1997 och 1999 då siffran var under det nationella snittet. Skolkantalet i Dundees skolor har minskat med 0,2 % från tidigare mätningar, vilket var över det nationella snittet på 0,8 % av eleverna.
Dundee har en friskola (privat), High School of Dundee, som grundades under 1200-talet av munkar och abbotar från Lindores. Tidiga studenter var William Wallace, Hector Boece och James, John och Robert Wedderburn, författarna till The Gude and Godlie Ballatis, ett av de viktigaste litterära verken under skotska reformationen. High School of Dundee var den första reformenta skolan i Skottland. Den tog till sig den nya religionen 1554.
De populäraste högstadieskolorna i Dundee är Harris Academy och Morgan Academy. Harris grundades 1885 och är den största. Tidigare elever inkluderar parlamentsledamoten George Galloway, fotbollsspelaren Christian Dailly och den tidigare ledaren för Rangers FC, Donald Findlay. Morgan Academy grundades 1888 då Dundee Burgh School Board köpte Morgan sjukhus och återöppnade det som skola. Skolan och det tidigare sjukhuset har tagit sitt namn från John Morgan, som efterlämnade en stor del av sin förmögenhet för att grunda en bostadsinstitution. Byggnaden eldhärjades under 2001 men har sedan dess renoverats.

### Högskolor och universitet

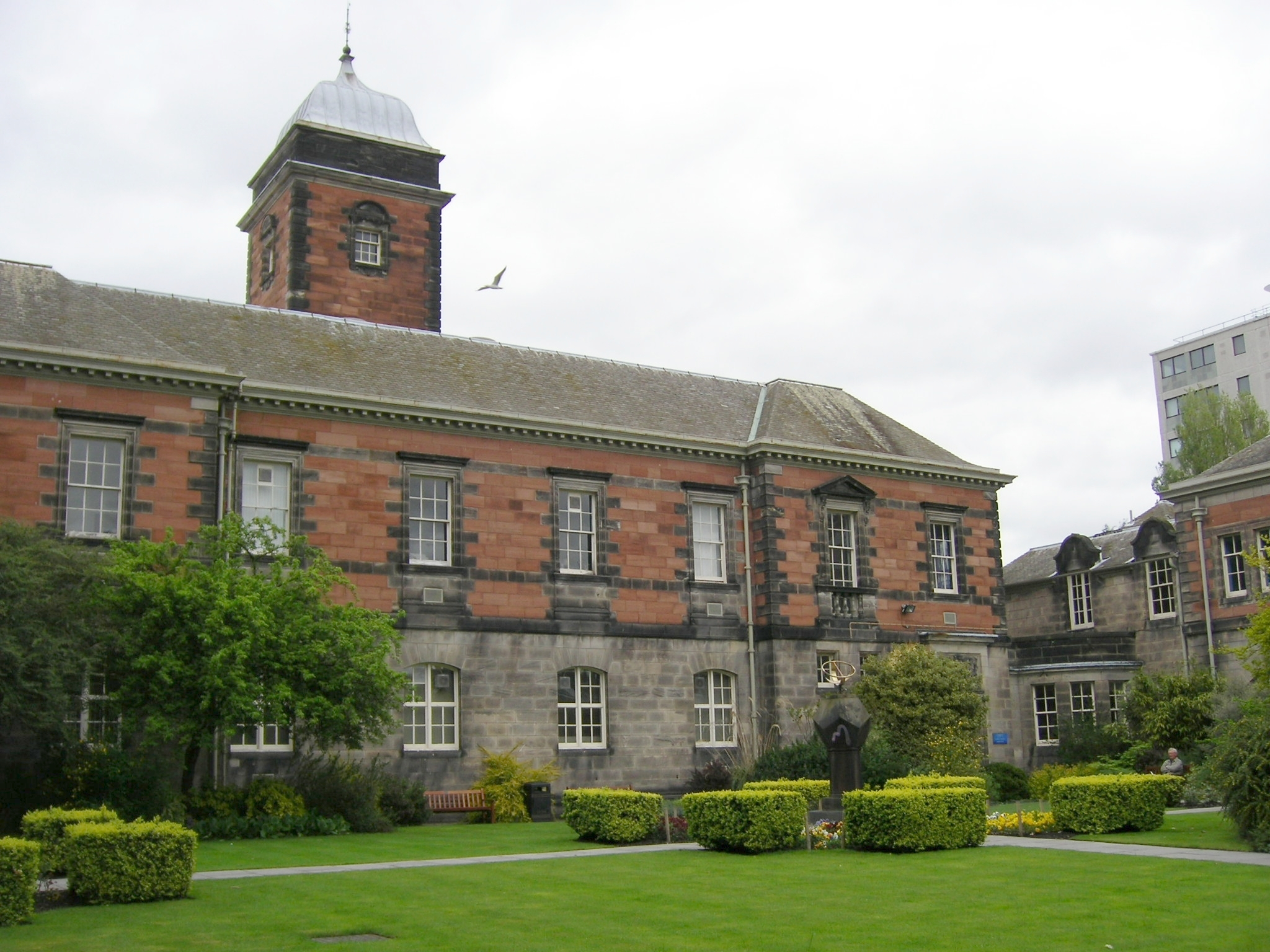
The University of Dundee.

I Dundee finns två universitet med omkring 17 000 studenter. University of Dundee blev självständigt universitet 1967, efter 70 år som del av University of St Andrews. Forskning inom biomedicin och onkologi utförs i "College of Life Sciences". Till universitetet hör också Duncan of Jordanstone School of Art and Design. I oktober 2005 blev universitetet det första Unesco-centrum i Storbritannien; centret inriktar sig på forskning kring världens vattenresurser på uppdrag av FN.
University of Abertay Dundee är ett nytt universitet, grundat 1994 vid lagstiftningen att ge universitetsstatus till Dundee Institute of Technology; vilket grundades 1888. Universitetet har en datorspelsteknologi och designdepartement som håller en årlig tävling vid datorspelsproduktion kallad Dare to Be Digital. Universitetet är också hem för Dundee Business School. I maj 2002 rankades University of Abertay Dundee som nummer ett för sin satsning på IT.
 University of Dundee rankades nummer tre för socialt arbete, sjunde för arkitektur och åttonde för biologisk forskning.
Dundee College är stadens främsta högskola. Den grundades 1985 som ett institut för högre utbildning och yrkesträning. Högskolan är känd för sitt nya mediacentrum och ansvarar för Scottish School of Contemporary Dance. Vid en inspektion av HMIE 2005 klassades skolans utlärande och lärandeprocess som "mycket bra" i sex av de sju områdena och i den totala utvärderingen.

## Religion

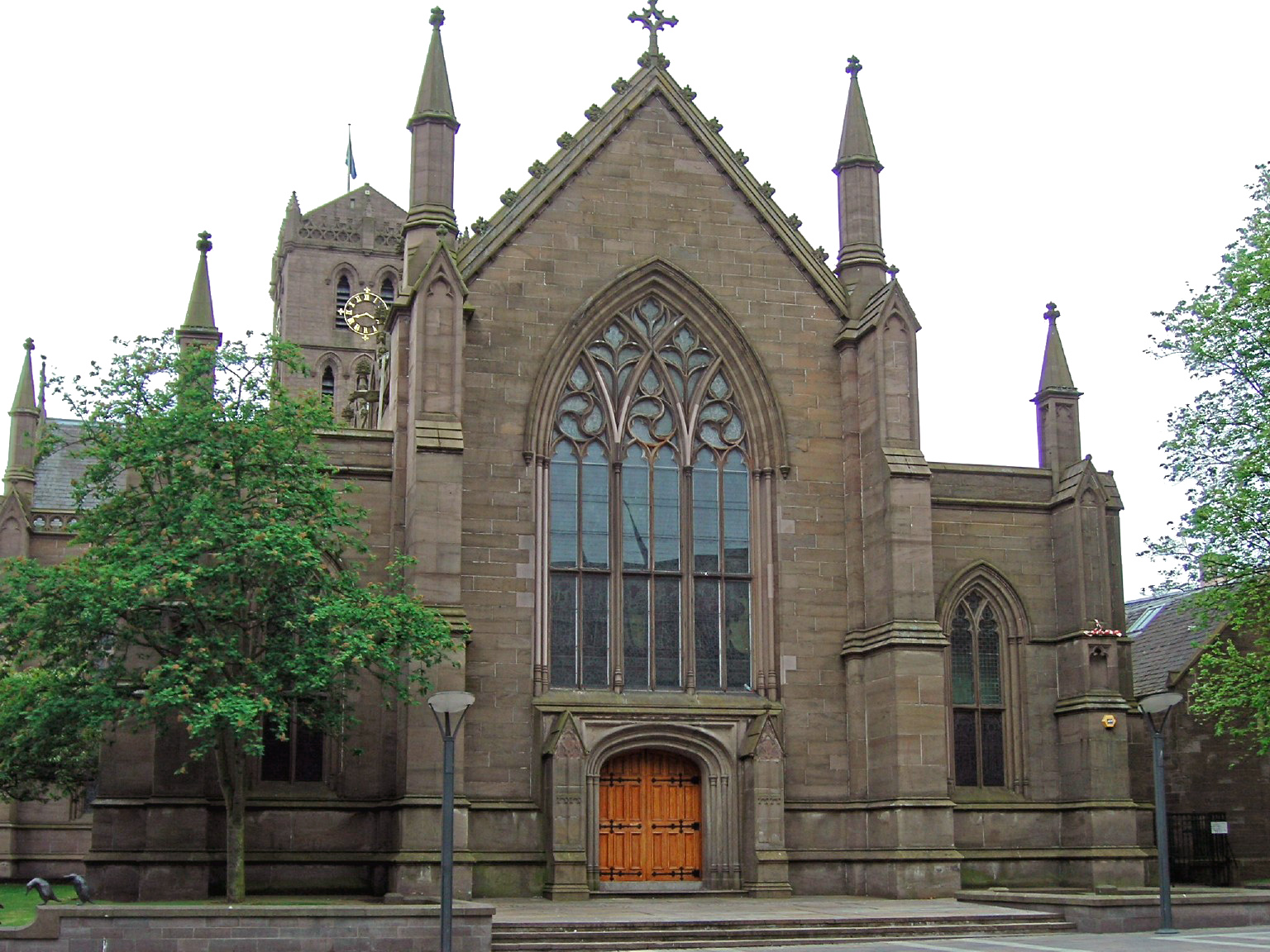
Dundee Parish Church, St Mary's är en av Dundees två stadskyrkor.

Stadskyrkorna St Mary's och Steeple Church är de mest framstående Church of Scotlandkyrkorna i Dundee. St Mary's ligger på den plats där den medeltida församlingskyrkan St Mary's låg, av vilken endast det västra tornet från 1400-talet finns bevarat. Denna kyrka var en gång den största församlingskyrkan i det medeltida Skottland. Dundee var ovanligt bland andra skotska medeltidsstäder genom att ha två församlingskyrkor; den andra, dedicerad till S:t Clement, har försvunnit, men platsen är ungefär där dagens stadstorg ligger. Under medeltiden fanns också två hus för Dominikanorden (Blackfriars) och Franciskanorden i staden samt flera sjukhus och kapell. Tre inrättningar slogs ihop vid reformationen (1559) och har reducerats.
Church of Scotland Presbytery i Dundee består av 45 församlingar, trots att många idag delar kyrkominister. Robert Murray McCheyne, som var minister i St Peter's (idag Free Church of Scotland) mellan 1838 och sin död 1843, ledde en stor religiös väckelse i Dundee. Det finns två katedraler i staden—St. Paul's (Scottish Episcopal) och St. Andrew's (romersk-katolsk).
För stadens muslimer finns en stor moské, flera mindre moskéer och Al Maktoum Institute of Islamic and Arabic Studies, vilket öppnade 2000. Skottlands enda privata islamska skola, för flickor, ligger i Broughty ferry. Halalaffärer och restauranger, tillsammans med specialaffärer med asiatiska kläder och tillbehör ligger inom Hilltownområdet.
Ett registrerat judiskt samhälle har funnits i staden sedan 1800-talet. Den tidigare ortodoxa synagogan vid Dudhope Park byggdes under 1970-talet, med den judiska begravningsplatsen belägen omkring fem kilometer österut. Det finns också ett hinduistiskt tempel och en sikhisk gurdwara i Dundee.